# Кожин, Иван Акимович
Иван Акимович Кожин (24 июня 1906 — 1994) — сотрудник советских органов охраны правопорядка, министр внутренних дел Башкирской АССР, комиссар милиции 2-го ранга.

## Биография
Трудовую деятельность начал с 1923. В 1925—1926 работал заведующим избой-читальней Кукуйской и Фабричной слобод города Сапожка Рязанской области. С конца 1926 по 1928 являлся секретарём Борецкого и Сараевского волостных комитетов ВЛКСМ Рязанской области. Член ВКП(б) с 1927, с высшим политическим образованием — в 1940 году окончил Военно-политическую академию им. В. И. Ленина.
В сентябре 1928 года был призван на военную службу в 108-й артиллерийский полк города Бронницы Московской области, где окончил полковую школу, а затем был избран освобождённым секретарём полкового бюро ВЛКСМ. С 1931 по 1935 служил в 49-й стрелковой дивизии города Кострома в должностях политрука дивизиона артиллерийского полка и инструктора политического отдела дивизии. В мае 1935 назначен комиссаром подводной лодки «Щ-321» Балтийского флота, где служил до августа 1937. После службы в Красной Армии работал в аппарате ЦК ВКП(б). В 1937 зачислен слушателем Военно-политической Академии им. В. И. Ленина, откуда осенью 1938 был взят на работу инструктором ОРПО ЦК ВКП(б). В 1939 направлен на руководящую политическую работу в органы НКВД и назначен начальником политического отдела Управления коменданта Московского Кремля, а в 1940 был отозван в распоряжение ЦК ВКП(б), где до 1941 являлся инструктором Управления кадров.

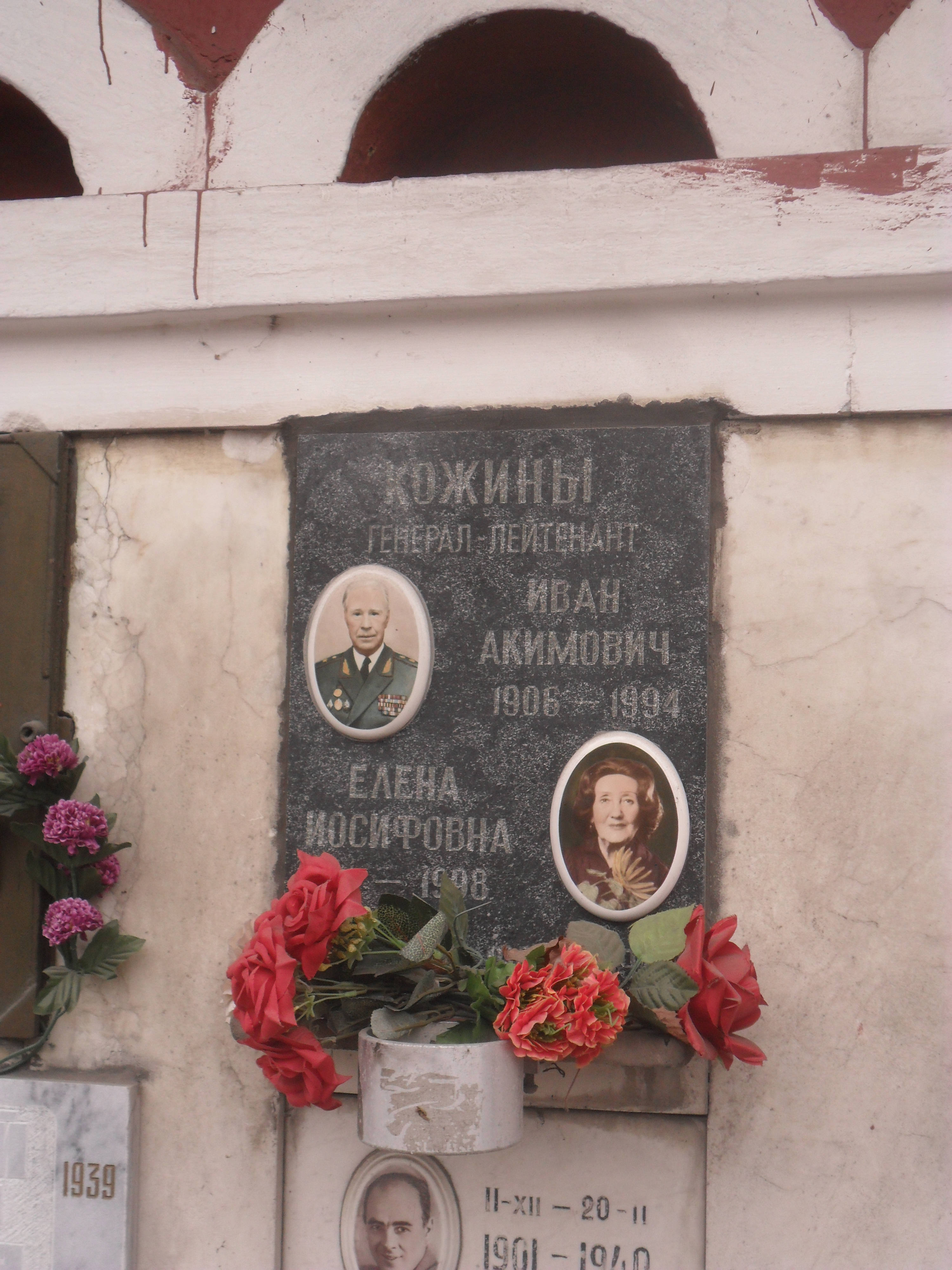
Плита колумбария Кожина на Новодевичьем кладбище Москвы.

В годы Великой Отечественной войны возглавлял политотдел Московского городского управления милиции. В 1944 был выдвинут на должность начальника управления милиции, он же заместитель начальника Управления НКВД Ярославской области, где работал до 1947 года. С 1947 назначен заместителем начальника Главного управления милиции МВД СССР. В 1952 окончил высшую школу милиции МГБ СССР. С 1952 по 1954 заместитель начальника Управления НКГБ — МГБ Башкирской АССР (КГБ при Совете Министров Башкирской АССР). В 1953 был избран членом Уфимского горкома КПСС и членом бюро горкома КПСС, активно выступал с политическими докладами среди коллектива и населения. Министр внутренних дел БАССР с 22 марта 1954 по 29 января 1962. С 1962 по 1965 начальник Научно-исследовательского института милиции МВД РСФСР. Депутат Верховного Совета БАССР  четвёртого  и  пятого  созывов.
С 1965 на пенсии.

### Звания
- Полковой комиссар - 1939;
- Майор милиции - 21.08.1942;
- Комиссар милиции 3-го ранга - 15.05.1945;
- Комиссар милиции 2-го ранга - 05.04.1957.

### Награды
Награждён орденами Ленина, «Красной Звезды» (1942), «Отечественной войны 1-й степени» (1945), «Отечественной войны 2-й степени», «Красной Звезды» (1946), «Красного Знамени» (1950), медалями «За оборону Москвы» (1944), «За боевые заслуги» (1945), «За победу над Германией в Отечественной войне 1941-1945 г.г.» (1945), «В память 800-летия Москвы» (1947).